# Gondar (Amarante)
Gondar est une paroisse portugaise de la municipalité d'Amarante, dans le district de Porto. Elle a une superficie de 9,63 km2 et 1 693 habitant en 2001 d'où une densité de 175,8 hab/km2.

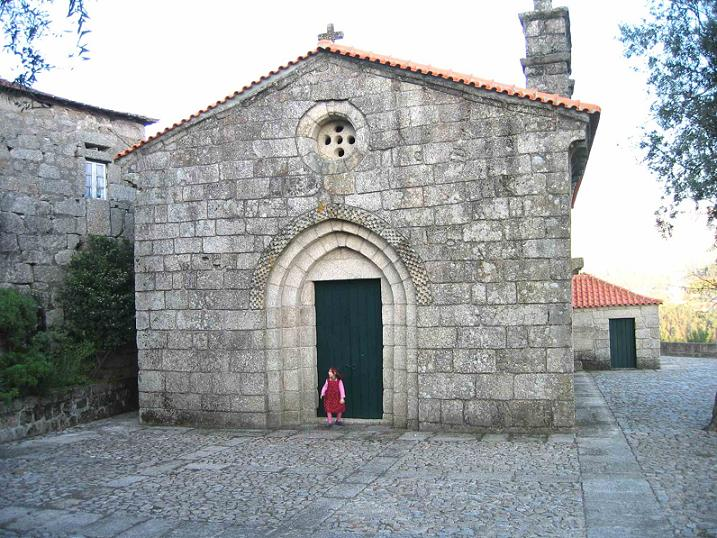
Eglise du Monastère de Gondar

## Patrimoine
- Église vieille de Gondar.

## Jumelage
- Langeais (France)